# マイク Family Show
マイク Family Show（マイク ファミリー ショー）は、2013年4月20日から同年7月6日までTBS（関東ローカル）で放送されたテレビ番組。全11回。

## 概要
ジャンルはショートコメディドラマ。
出演者は全員外国人と、日本では初の試みをした。
主演のマイクはインゴが演じている。 

## 放送時間
- 毎週土曜23:24 - 23:30
  - 2013年6月29日は大型音楽特別番組『音楽の日』のため休止。

## プレゼンター
- LiLiCo